# Strei
Strei (ungarsk: Sztrigy) er en venstre biflod til floden Mureș i Transsylvanien, i distriktet Hunedoara i Rumænien. Den øvre del af floden, opstrøms for landsbyen Baru, er også kendt som Râul Petros. Den løber gennem byen Călan og landsbyerne Petros, Baru, Livadia, Pui, Galați, Băiești, Ohaba de sub Piatră, Ciopeia, Subcetate, Covragiu, Bretea Română, Bretea Streiului , Streii, Streii, Streii, Streicia og Streicia. Den løber ud i Mureș nær Simeria. Den er 93 km lang og har et afvandingsareal på 1,983 km².

## Bifloder
Følgende floder er bifloder til floden Strei (fra kilden til mundingen):
- Fra venstre: Sasu, Jigureasa, Jiguroșița, Crivadia, Bărușor, Valea Verde, Bărbat, Rușor, Râul Alb, Paroș, Sălaș, Râul Mare, Silvaș, Valea Râpelor, Sânătia, Sânăt
- Fra højre: Ohaba, Văratec, Valea Mare, Valea Tiliilor, Gânțaga, Valea Voinii, Valea Luncanilor, Săcel, Valea Făgetului